# Hymedesmia leptochela
Hymedesmia leptochela är en svampdjursart som beskrevs av Jörn Hentschel 1914. Hymedesmia leptochela ingår i släktet Hymedesmia och familjen Hymedesmiidae. Inga underarter finns listade i Catalogue of Life.